# Ribeirão Ipanema
O ribeirão Ipanema é um curso de água que nasce e deságua no município brasileiro de Ipatinga, interior do estado de Minas Gerais. Sua nascente está na localidade de Alto Ipanema, em território do bairro Ipaneminha, percorrendo um total de 28,5 quilômetros e cortando todo o perímetro urbano municipal até seu fim no rio Doce, próximo ao bairro Castelo.
Sua sub-bacia corresponde a 88% de todo o território ipatinguense, sendo que parte dela está situada na Área de Preservação Ambiental da Bacia do Ribeirão Ipanema (APABRI), que foi criada com o objetivo de preservar a mata ciliar do ribeirão e seus afluentes, como o córrego Tribuna.

## Ecologia e meio ambiente

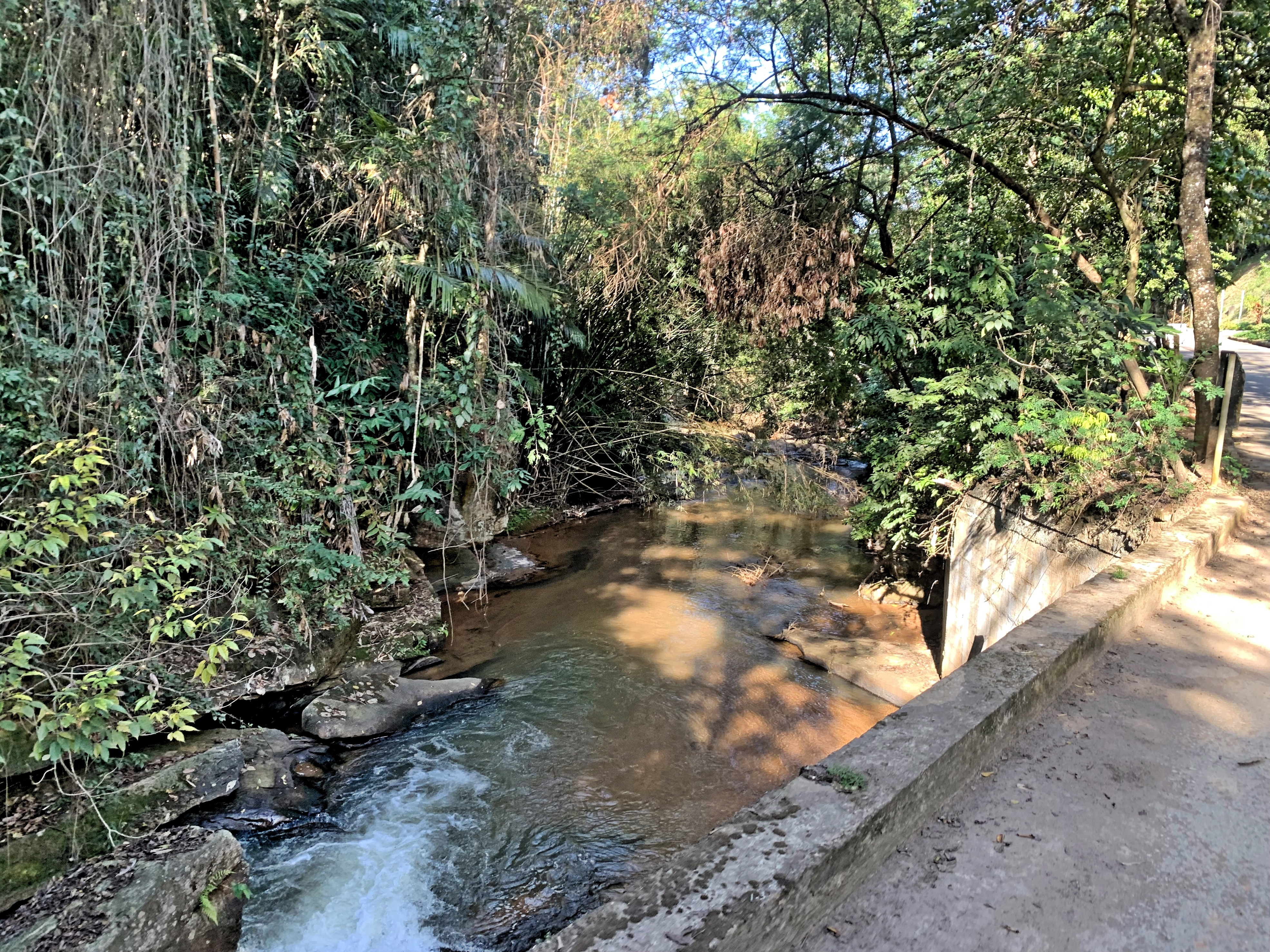
Ribeirão Ipanema na zona rural de Ipatinga, na margem da Estrada do Ipaneminha.

O ribeirão sofre com a sujeira e poluição vinda de residências, pequenas indústrias, oficinas ou matadouros. Também há, em alguns trechos, assoreamento das margens e erosão; o que vem colaborando para a extinção de espécies da biodiversidade local e regional. Em longos períodos secos suas águas ficam escuras e mais sujas. Também são comuns fortes odores e pernilongos em vários trechos. Já durante o período chuvoso, que normalmente vai de outubro até abril, são comuns registros de enchentes nas áreas mais baixas. As regiões do Betânia, Veneza e Parque Ipanema normalmente são algumas das mais atingidas.
Para combater os problemas de poluição das águas do córrego, constantemente são realizados projetos de educação ambiental nas escolas da cidade ou que envolvam a população em geral, como organização de palestras, apresentação de vídeos e reuniões nas comunidades. Normalmente estes eventos são organizados pela prefeitura, mas também há a participação de associações ou projetos ecológicos. Ainda há projetos de desassoreamento e transposições de alguns trechos a fim de diminuir o risco de inundações. Há uma estação de tratamento de esgoto (ETE), construída pela Companhia de Saneamento de Minas Gerais (Copasa) na foz do manancial, que recolhe e trata suas águas antes de serem lançadas no rio Doce.